# Манита, Архип Самойлович
Архип Самойлович Манита (14.10.1922, село Лозоватая, Балтский уезд, Одесская губерния (ныне Голованевского района Кировоградской области Украины) — 25.4.1945, Берлин, Германия) — участник Великой Отечественной войны, командир отделения 6-й стрелковой роты 270-го гвардейского стрелкового полка (89-я гвардейская стрелковая дивизия, 26-й гвардейский стрелковый корпус, 5-я ударная армия, 1-й Белорусский фронт), гвардии сержант. Закрыл своим телом амбразуру пулемёта. Может являться последним по времени воином, закрывшим телом амбразуру пулемёта во время Великой Отечественной войны.

## Биография
Родился в 1922 году в крестьянской семье. Окончил 6 классов, затем работал в колхозе. Был призван в РККА Грушковским РВК Одесской области 22 марта 1944 года, с освобождением Красной Армией родных мест.
Во время штурма Берлина командир отделения гвардии сержант Манита отличился в бою. Во время боёв в районе Силезского вокзала путь штурмовой группе преградил пулемётный огонь со второго этажа здания. Гвардии сержант Манита получил задание ликвидировать пулемётную точку. Он подобрался к зданию и бросил в окно одну за другой четыре гранаты, уничтожив пулемётное гнездо. Впоследствии было выявлено, что гранатами он убил и ранил 11 солдат противника. Но после уничтожения пулемёта на втором этаже, открыл огонь пулемёт из окна подвала того же здания. Гвардии сержант разрядил диск своего автомата в амбразуру, но после некоторой паузы пулемёт вновь открыл огонь. Тогда гвардии сержант Манита закрыл своим телом амбразуру пулемёта.
Возможно (поскольку существует неопределённость с точной датой смерти: 23-го или 25-го апреля 1945 года), что гвардии сержант Манита является последним по времени воином, закрывшим телом амбразуру пулемёта во время Великой Отечественной войны. 24 апреля 1945 года такой же подвиг совершил в Бреслау лейтенант Бумагин И. Р.
Был похоронен в Берлине, в парке на улице Грюнберг-штрассе, позднее перезахоронен на мемориальном кладбище в парке Шёнхольцер-Хайде района Нидершёнхаузен в берлинском округе Панков.
Указом Президиума Верховного Совета СССР от 31 мая 1945 года за образцовое выполнение боевых заданий командования на фронте борьбы с немецко-фашистскими захватчиками и проявленные при этом мужество и героизм гвардии сержанту Маните Архипу Самойловичу посмертно присвоено звание Героя Советского Союза.
На здании школы, где учился А. С. Манита, установлена мемориальная доска, школа в селе Лозоватая носит его имя. Также улица именем героя названа улица в городе Благовещенское.